# Янгол, що плаче (Мінськ)

Скульптура «Янгол, що плаче» на Острові сліз у Мінську

53°54′34″ пн. ш. 27°33′16″ сх. д. / 53.90949° пн. ш. 27.55444° сх. д.
«Янгол, що плаче» (біл. Анёл, які плача) — скульптура янгола на Острові сліз, величному меморіалі в столиці Білорусі місті Мінську на вшанування загиблих білоруських воїнів у Радянсько-афганській війні (1979—89), його невід'ємна частина.
Скульптура зображує маленького янгола, що плаче, і за задумом авторів, оплакує загиблих молодих воїнів-білорусів.
Від часу відкриття меморіалу (1996 рік) у Мінську склалась традиція відвідання молодими подружжями меморіалу «Острів сліз», і зокрема, покладання квіткових букетів до ніг янгола, — вважається, що цей ритуал збереже новоспеченого чоловіка від смерті та ушкоджень у можливому бою.